# Cleveland (Illinois)
Cleveland es una villa ubicada en el condado de Henry en el estado estadounidense de Illinois. En el Censo de 2010 tenía una población de 188 habitantes y una densidad poblacional de 199,42 personas por km².

## Geografía
Cleveland se encuentra ubicada en las coordenadas 41°30′7″N 90°19′0″O / 41.50194, -90.31667. Según la Oficina del Censo de los Estados Unidos, Cleveland tiene una superficie total de 0.94 km², de la cual 0.93 km² corresponden a tierra firme y (1.65%) 0.02 km² es agua.

## Demografía
Según el censo de 2010, había 188 personas residiendo en Cleveland. La densidad de población era de 199,42 hab./km². De los 188 habitantes, Cleveland estaba compuesto por el 94.15% blancos, el 0.53% eran afroamericanos, el 0% eran amerindios, el 0% eran asiáticos, el 1.06% eran isleños del Pacífico, el 1.06% eran de otras razas y el 3.19% pertenecían a dos o más razas. Del total de la población el 4.79% eran hispanos o latinos de cualquier raza.